# Wyspa Barrowa
Wyspa Barrowa – wyspa na Oceanie Indyjskim, u północno-zachodnich wybrzeży Australii (stan Australia Zachodnia), powierzchnia 202 km². Na wyspie wydobywana jest ropa naftowa.